# Studnia na Szlaku
Studnia na Szlaku (Jaskinia na Szlaku) – jaskinia w Dolinie Miętusiej w Tatrach Zachodnich. Wejście do niej znajduje się w górnej części Kobylarzowego Żlebu tuż przy szlaku prowadzącym na Małołączniaka, na wysokości 1794 m n.p.m. Długość jaskini wynosi 11 metrów, a jej deniwelacja też 11 metrów.

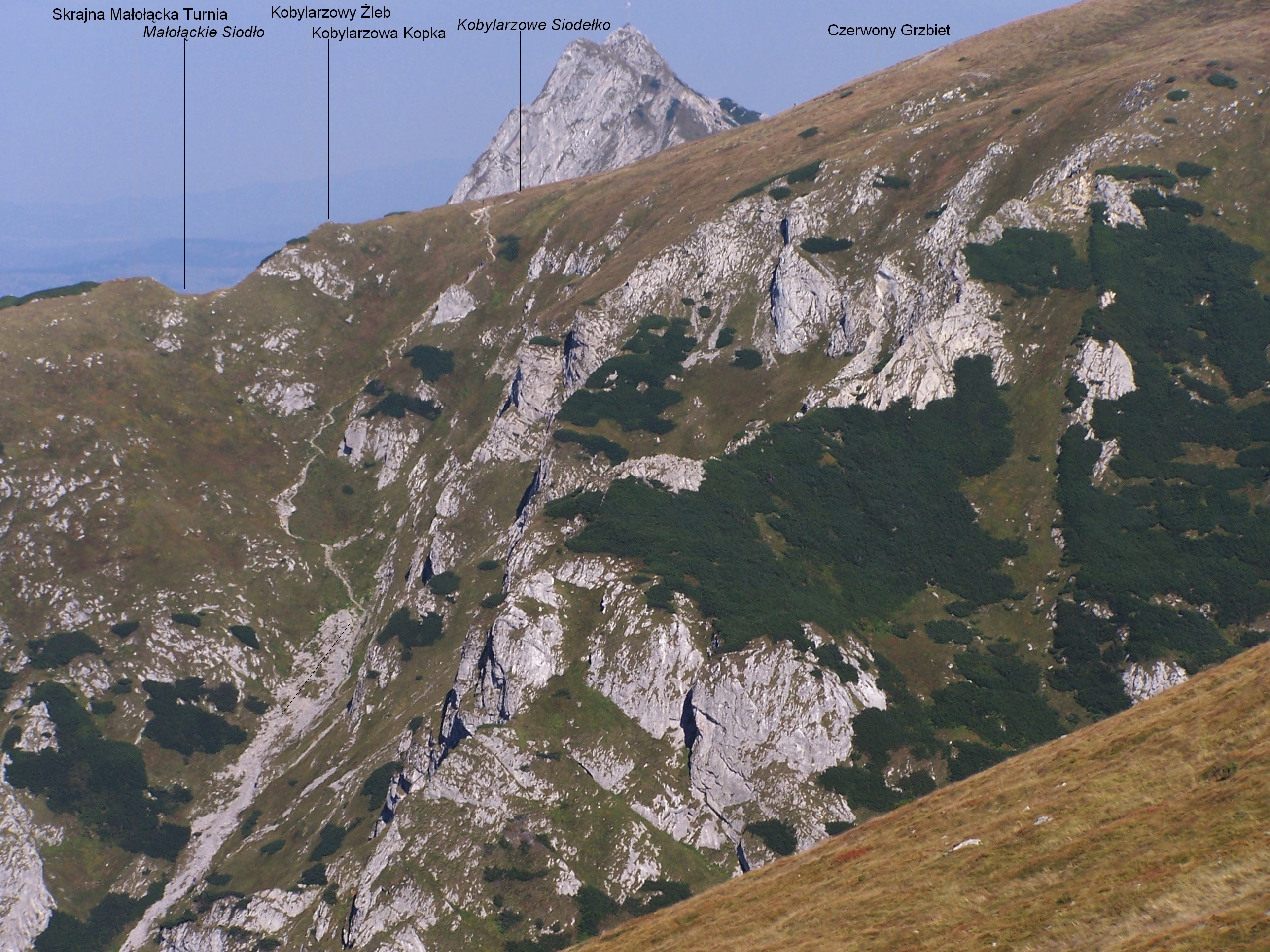
Kobylarzowy Żleb. Widok od strony Doliny Miętusiej

## Opis jaskini
Jaskinię stanowi 9,5-metrowa, pionowa studnia zaczynająca się w niewielkim otworze wejściowym. Na początku zwęża się, a następnie rozszerza w kształcie dzwonu. Z jej dna odchodzi w dół krótki, szczelinowy, zasypany piaskiem korytarzyk.

## Przyroda
W jaskini brak jest nacieków. Ściany są wilgotne, nie ma na nich roślinności.

## Historia odkryć
Jaskinię odkrył A. Oślicki w październiku 1992 roku. Ze względu na bezpieczeństwo turystów idących niebieskim szlakiem na Czerwone Wierchy otwór jaskini został zasłonięty dużymi wantami przez pracowników Tatrzańskiego Parku Narodowego.